# Ouarzazate (stad)
Ouarzazate (Berbers: ⵡⴰⵔⵣⴰⵣⴰⵜ) is een stad in het zuiden van Marokko, in de regio Souss-Massa-Daraâ en is de hoofdstad van de daar weer in gelegen gelijknamige provincie Ouarzazate. Ouarzazate heeft zo'n 91.000 inwoners.
Ouarzazate is gelegen ten zuidoosten van Marrakesh, exact tussen de gebergten het Anti-Atlas en het Hoge Atlas in. Vele excursies naar de Sahara beginnen vanuit Ouarzazate.
In Ouarzazate bevindt zich de grootste filmstudio ter wereld genaamd Atlas Studios. Verscheidene bekende films werden in deze studio opgenomen. De stad wordt het "Hollywood van Marokko" genoemd.
Ten oosten van Ouarzazate ligt El Mansour Eddahbi, een meer van enkele kilometers lang. Het meer is door de Marokkanen zelf aangelegd en is gezien de droogte in het gebied een uniek iets.
In 2006 was Ouarzazate de finishplaats van de vierde etappe van de rally Parijs-Dakar. De rallyrijders bereikten de stad na een barre tocht door de woestijn nadat ze eerder die dag in Errachidia waren vertrokken. De volgende dag vertrokken de coureurs naar Tan-Tan.

## Naamgeving
De naam betekent letterlijk "zonder prijs" (war = "zonder" en zazat een synoniem voor atig dat onder andere "prijs" betekent). In het boek Textes berbères des Ayt Ouaouzguite (Ourzazate, Maroc) wordt dit uitgelegd in een tekst in het Tashelhiyt Berber. Het gaat als volgt:
Warzazat. lm3na n warzazat gh ttqr'ib: "ur ili atig". 'War' s ta3rabt; 'bla', 'zazat' igan: 'zaza'; 'ttaman'.

## Zonne-energie
Ouarzazate heeft een van de grootste zonnecentrales ter wereld. In februari 2016 is het eerste deel van de centrale door koning Mohammed VI ingehuldigd en is daarmee een onderdeel geworden van het duurzame energieplan van Marokko. Het zijn voornamelijk spiegelcentrales (Concentrating solar power) die in eerste instantie warmte oogsten en dat opslaan. Daardoor kunnen deze centrales elektriciteit op afroep leveren.

## Films gemaakt in Ouarzazate en omgeving
- The Man Who Knew Too Much (1956)
- Lawrence of Arabia (1962) (Aït Ben Haddoe)
- Rollover (1981)
- Banzaï (1983)
- The Jewel of the Nile (1985)
- The Last Temptation of Christ (1988) (Aït Ben Haddoe)
- The Sheltering Sky (1990)
- Highlander III: The Sorcerer (1994)
- Kundun (1997)
- Legionnaire (1998)
- The Mummy (1999)
- Gladiator (2000)
- Rules of Engagement (2000)
- The Mummy Returns (2001)
- Spy Game (2001)
- Napoleon (2002)
- Asterix & Obelix: Missie Cleopatra (2002)
- Live from Baghdad (2002)
- Hidalgo (2004)
- Alexander (2004)
- Kingdom of Heaven (2005)
- Sahara (2005)
- Babel (2006)
- Five Fingers (2006)
- The Hills Have Eyes (2006)
- Sex and the City 2 (2010)
- The Sands of Time (2010)

## Geboren
- Aïcha Marghadi (1977), Nederlands presentatrice
- Hamid Oualich (1988), Frans atleet